# Kościół Podwyższenia Krzyża Świętego w Trzcińcu
Kościół Podwyższenia Krzyża Świętego w Trzcińcu – rzymskokatolicki kościół parafialny znajdujący się w centrum wsi Trzciniec w powiecie jędrzejowskim (województwo świętokrzyskie). Funkcjonuje przy nim parafia Podwyższenia Krzyża Świętego.

## Historia
Pierwsza świątynia we wsi została wzniesiona w 1330 z inicjatywy wojewody Sieciecha. W połowie XV wieku funkcjonowała tutaj parafia. W 1440 Jan i Tomasz Borkowie ufundowali nową świątynię z drewna pod wezwaniem Znalezienia i Podwyższenia Krzyża Świętego. W 1781 obiekt został odrestaurowany, w tym oszalowany. W 1826 był mocno zniszczony, w związku z czym rozebrano go. Z uwagi na brak środków nie wzniesiono nowej świątyni i wieś przyłączono do parafii w Rakoszynie, przenosząc tam część uratowanego wyposażenia ze zlikwidowanego kościoła.
W 1928 powstał komitet budowy nowej świątyni. Inicjatorami byli sami parafianie, którym przewodził Andrzej Szkonder z Trzcińca. W latach 1928-1935  powstała drewniana kaplica na planie prostokąta pod wezwaniem Trójcy Świętej. Została ona rozbudowana w 1959 uzyskując status kościoła. Rozpoczęto wówczas proces tworzenia ośrodka duszpasterskiego. Parafię we wsi przywrócono 15 lutego 1982, a jej erygowania dokonał biskup Stanisław Szymecki. Restauracja obiektu nastąpiła w latach 2001-2004.

## Architektura i wyposażenie
Świątynię wzniesiono na planie prostokąta i pokryto dachem dwuspadowym (blacha).
Do wyposażenia kościoła należy zabytkowy krzyż z poprzedniego kościoła umieszczony w ołtarzu głównym pochodzącym z lat 60. XX wieku (twórcą był Stanisław Skibniewski z Kielc, wykonawcą w 1964 Franciszek Zaręba z Charsznicy; odnowienie nastąpiło w 2007). Z tego samego czasu pochodzą posrebrzane sceny malarskie przedstawiające wydarzenia z życia Świętej Heleny (w tym odnalezienia Krzyża oraz przekazanie jego relikwii różnym narodom, w tym Polakom), a także większość wyposażenia. Nowsze jest tabernakulum. W bocznych ołtarzach umieszczono wizerunki Matki Boskiej Częstochowskiej i Chrystusa Miłosiernego.
Przed świątynią stoi figura Matki Boskiej (1901) posadowiona z fundacji Felicji z Kosickich i mieszkańców wsi. Jej położenie wyznacza miejsce ołtarza poprzedniego kościoła.

## Galeria

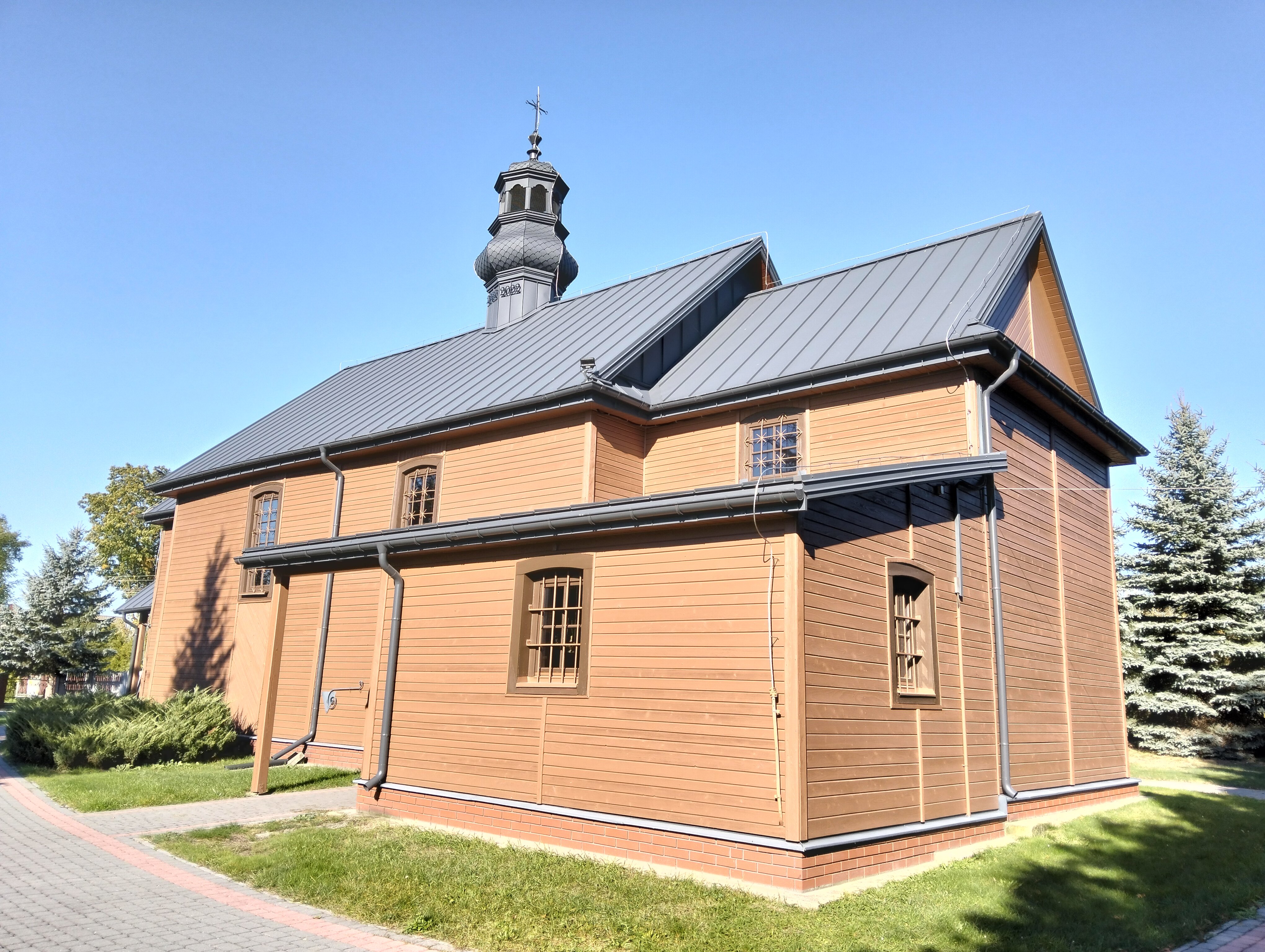
Widok od prezbiterium
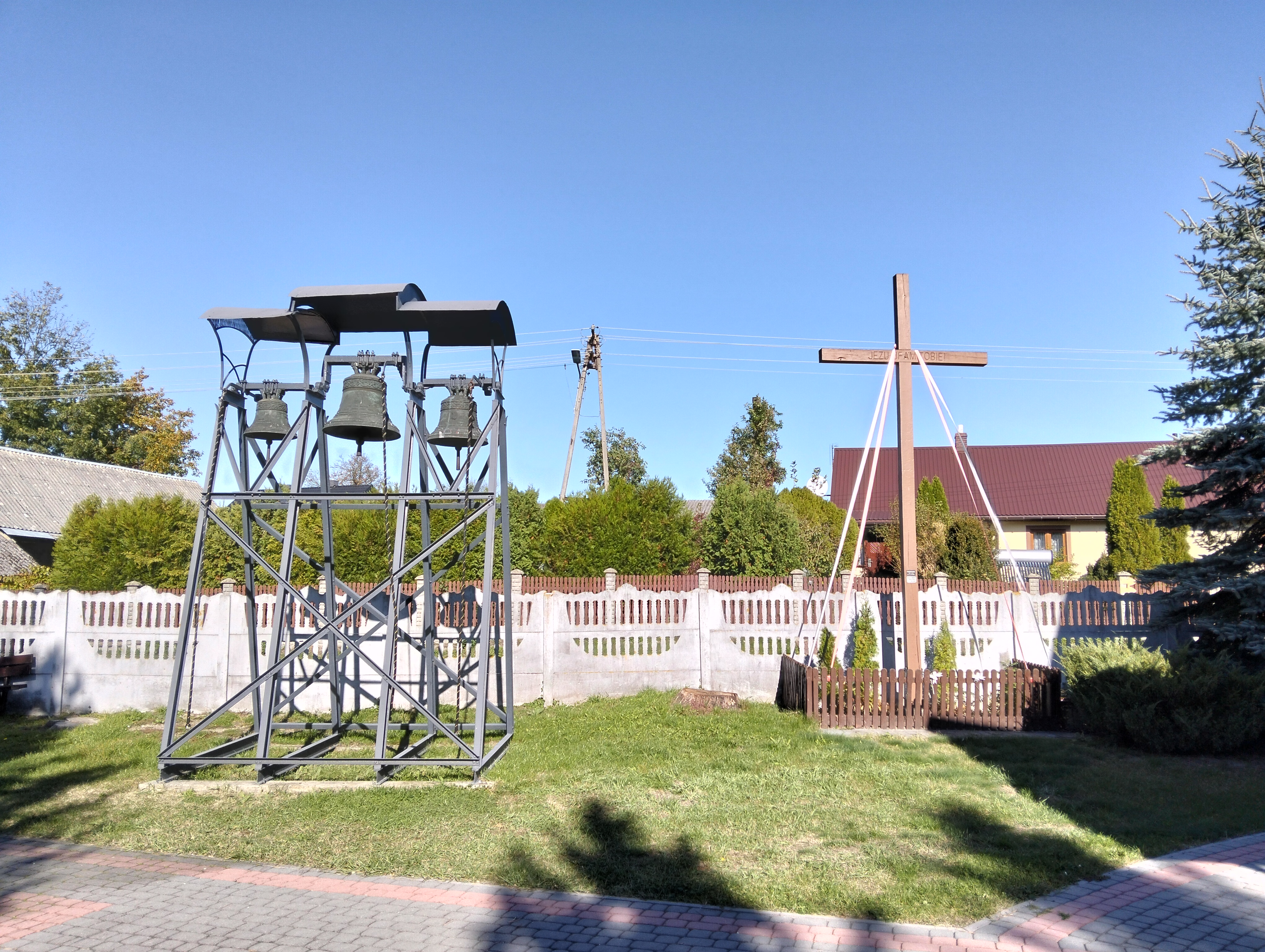
Dzwonnica
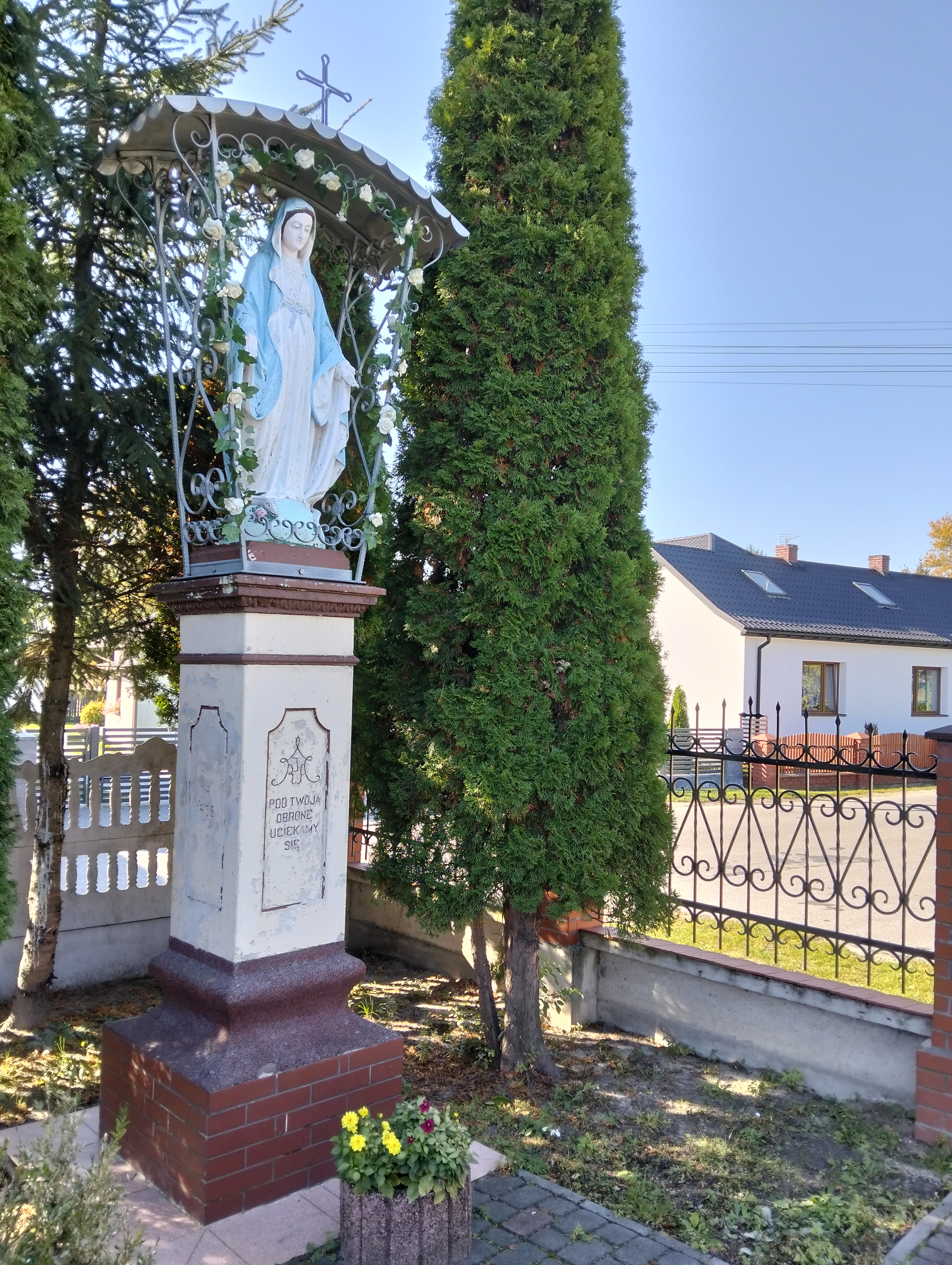
Figura w miejscu ołtarza poprzedniego kościoła